# 귬리 시라크 국제공항

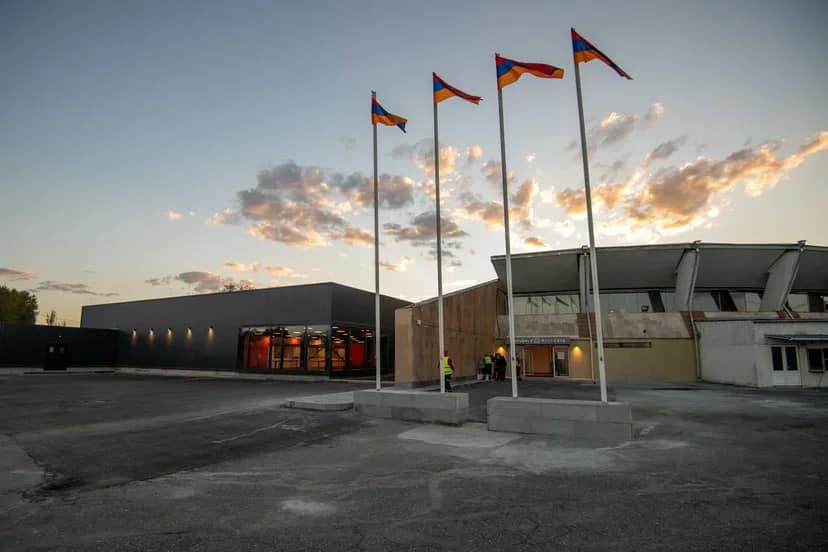

귬리 시라크 국제공항(Gyumri Shirak International Airport, IATA: LWN, ICAO: UDSG)은 귬리와 아르메니아 시라크주를 관할하는 국제공항이다. 귬리 중심부에서 약 5킬로미터 지점에 위치해 있다. 이 공항은 1961년에 개항하였으며 예레반의 츠바르트노츠 국제공항에 이어 아르메니아에서 두 번째로 큰 공항이다.